# Olios schonlandi
Olios schonlandi är en spindelart som först beskrevs av Pocock 1900.  Olios schonlandi ingår i släktet Olios och familjen jättekrabbspindlar. Inga underarter finns listade i Catalogue of Life.